# Egységes Magyarországi Izraelita Hitközség

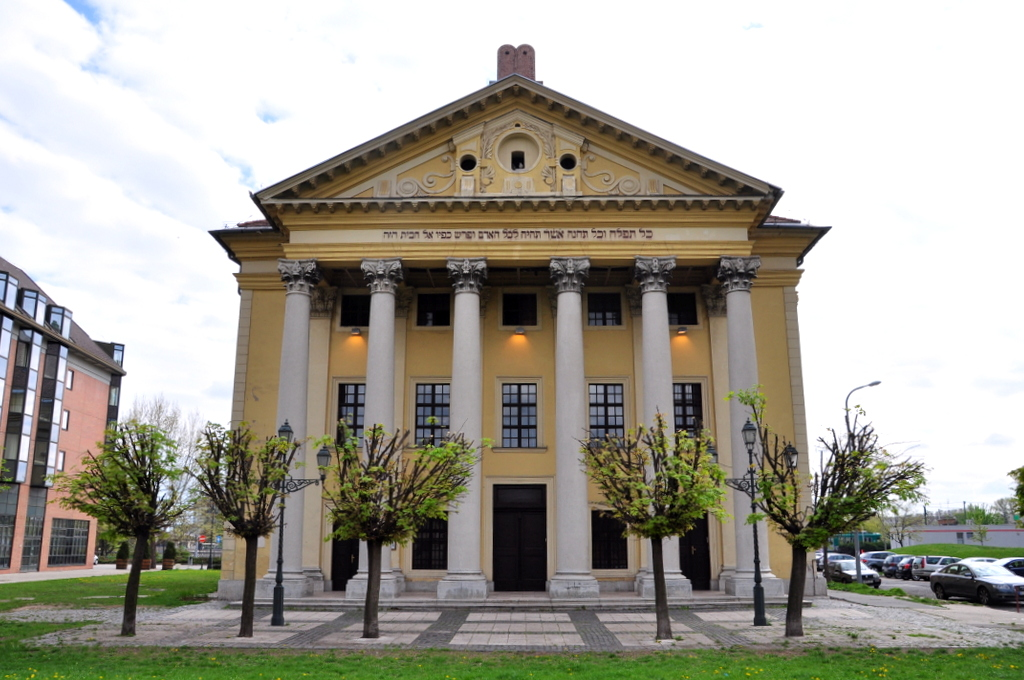
Az óbudai zsinagóga

Az Egységes Magyarországi Izraelita Hitközség (EMIH) a Magyarországon „egyházi státuszban” bejegyzett három zsidó szervezet (Mazsihisz, MAOIH, EMIH) egyike, 2004-ben alakult Köves Slomó vezetésével. Az EMIH saját magát az 1927-ben az addig önállóan működő, sem az ortodox, sem a neológ irányzathoz nem csatlakozó hitközségek által megalakított Magyarországi Statusquo Ante hitközségek Országos Szövetsége utódjának, a statusquo szellemiség továbbvivőjének vallja. 1877-ben ismerte el először a magyar törvényhozás a Statusquo Ante irányzatot a harmadik zsidó irányzatként, de mindez igazán hivatalossá 1927-ben, az országos szervezet megalakulásával vált. 1950-ben központilag szüntették meg mindhárom önálló hitközségi szövetséget, és hozták létre a magyarországi zsidóságot egyházi mintára tömörítő Magyar Izraeliták Országos Képviseletét (MIOK). A 2004-ben megalakult Egységes Magyarországi Izraelita Hitközség az egykori Statusquo Ante hitközségek szellemiségét követve, annak hagyományait elfogadva és ápolva a magyar zsidóság vallási felemelkedésének támogatását tűzte ki céljául.

## A Status quo Ante hitközségek
A XIX. században lezajlott zsidó egyenjogúsítási folyamat után Európa szerte felmerült az igény, hogy a zsidó közösségek, valamilyen, az állami jogrendszerbe beemelhető szervezeti rendszerbe tömörüljenek. 1868 decemberében Eötvös József kultuszminiszter e célból hívta össze az Izraelita Egyetemes Gyűlést, mely egyrészt hívatott volt arra, hogy egységes szervezeti szabályzatot határozzon meg, másrészt megalkossa egy képviseleti forma létrejöttét. Végül a kongresszusi szabályzatot az ortodox résztvevők nem fogadták el: kivonultak a kongresszusból, és saját ortodox szervezeti szabályzatot kezdeményeztek.
Így létrejött egy kongresszusi (neológ) és egy hagyományokhoz hű ortodox szabályzat – és vele együtt a zsidóság két irányzata. Később azok a hitközségek, amelyek mindkét szabályzattól elzárkóztak és korábbi szabályzatuk szerint működtek tovább, létre hozták az úgynevezett status quo szabályzatot, amelyet 1877-ben az államigazgatás is hivatalosan elfogadott. Ezeknek a hitközségeknek a központi szervezete 1927-ben alakult meg.
1877-re tehát az izraelita felekezeten belül három különálló irányzat létezett, de a jogalkotás továbbra is csak egy izraelita felekezetet ismert el, amely három különböző irányzatra, és azon belül sok száz önálló hitközségre, önálló jogi személyre tagolódott.
Ez az állapot állt fent a második világháborúig. A holokauszt pusztítása után 1950-ben a kommunista államhatalom egységesítette az összes létező zsidó hitközséget és az irányzatokra való tekintet nélkül a különálló hitközségeket egy központi szervezetbe „egyházi mintára” egybeolvasztotta. A létrejött szervezet neve volt a MIOK (Magyar Izraeliták Országos Képviselete). Ennek az utódszervezeteként jött létre 1989-ben a Magyarországi Zsidó Hitközségek Szövetsége (MAZSIHISZ).

## Az EMIH megalakulása és működése

### Hivatalos adatok
Név: Egységes Magyarországi Izraelita Hitközség (Status quo Ante) /továbbiakban: EMIH/
Bírósági bejegyzés: 2004. május 24. A Pest Megyei Bíróság 12.pk.60.298/2004/2. számú határozatában jegyezte be.
Bejegyző határozat szerinti cél: „az 1877. március 29-i 7768/1887. V.K.M. rendelet alapján engedélyezett és újjáalakult »Statusquo Ante« elnevezésű izraelita hitközségek hitéleti tevékenységének megújítása”.
Székhely: Keren Or Központ, 1052 Károly krt. 20.

### Az EMIH létrejötte
A 21. század elejére a magyar zsidóság reneszánszában egyre erősebb igény mutatkozott egy olyan hitközség vagy érdekképviseleti szervezet létrejöttére, amely a hagyományos zsidó értékeket egyesíti a modern világgal, annak nyitottságával és dinamizmusával. Egy olyan szervezetre, amely a múlt tragédiát feldolgozva pozitív zsidó identitást tud mutatni tagjainak, korosztálytól, és a vallásgyakorlás mértékétől függetlenül.
Erre az igényre válaszul született meg 2004-ben, a magyarországi Chábád Lubavics nemzetközi zsidó mozgalom inspirációjára – és bábáskodása mellett – az Egységes Magyarországi Izraelita Hitközség (EMIH), amely szellemi elődjének a Status quo Ante irányzatot tekinti. Célja ennek az irányzatnak a felélesztése és a magyarországi zsidóság vallási fejlődésének előmozdítása. Célul tűzték ki, hogy azokat a zsidókat is bevonják a hitéletbe, akik eddig kevéssé, vagy egyáltalán nem voltak aktívak. Ehhez igyekeznek megteremteni azokat a feltételeket és kereteket, amik elengedhetetlenek a zsidó hagyományok gyakorlásához.
A hitközség alapító okirata szerint az EMIH „egy új, konzervatív értékek és ősi gyökerek után kutató fiatal nemzedék képviselője, amely a Statusquo irányzat megújításával, egyesíti az autentikus értékrendet és ortodox hagyományokat a nyitottsággal és dinamikus gondolkodással.”

### Az EMIH fenntartása
Az EMIH elsősorban adományokból, tagi hozzájárulásokból és célzott pályázati támogatásokból tartja fent magát. Bejegyzett „egyházként” jogosult továbbá a személyi jövedelemadókból felajánlott kétszer 1%-ra.
A 2012 januárjában életbe lépett egyházügyi törvény a Mazsihisz-szel egyenrangúként jelölte meg az EMIH-et és a Magyarországi Autonom Ortodox Izraelita Hitközséget (MAOIH), így – hosszas, és nem minden politikai felhangot mellőző vita – árán megállapodás jött létre az 1949 után államosított zsidó felekezeti ingatlanok ellentételezéséül folyósított úgynevezett örökjáradék megosztásáról.

### Szervezeti felépítés
Az EMIH élén operatív irányítóként a vezető rabbi áll. Munkáját ellenőrzi és segíti a tagszervezetek, tagintézmények és templomkörzetek által delegált küldöttgyűlés, a küldöttgyűlés által megválasztott elöljárók, valamint a Rabbinátus. A vezető rabbi személyét a Rabbinátus javaslatára a küldöttgyűlés választja illetve hívhatja vissza.

### Taghitközségek, templomkörzetek, rabbik
Az EMIH rabbijai és közösségei egyre több helyen találhatóak meg a fővárosban és országszerte.

#### Óbudai Zsinagóga
A magyar zsidóság egyik legrégebbi zsinagógája található Óbudán, amely azonban szinte teljesen az enyészeté lett a holokauszt után. Az 1821-ben épült zsinagóga még működött pár évig a világháború után, de csakhamar elnéptelenedett és állami kézbe került.
A világi célokra használt, leromlott állapotú és díszeitől megfosztott épületet 2010-ben vette át az EMIH és a hívek adományából megkezdte a felújítását. 2010 szeptemberében újévi istentisztelettel nyitotta meg kapuit a zsinagóga, amelyben azóta pezsgő zsidó élet alakult ki, amely az EMIH közösségi életének központjává vált. A zsinagóga rabbija Köves Slomó.

#### Keren Or központ
Budapest szívében található a modern Keren Or központ. A Károly körút 20-ban található épületben zsinagóga működik, amelyik kedvelt találkozóhelye a Magyarországon élő izraeliek közösségének. Élén Raskin Sámuel rabbi áll. A központ otthont ad továbbá az EMIH központi irodáinak, felnőttoktatási tantermeknek és kulturális rendezvényeknek. A központban judaika- és könyvesbolt is található.

#### Vasvári Pál utcai zsinagóga
A pesti városrész legrégebbi ortodox zsinagógája 1886-ban épült Fellner Sándor tervei alapján. A zsinagóga, amelyben a háború előtt is jesiva működött, ad otthont a Pesti Jesivának, amelyik Magyarország első és máig egyetlen hagyományos Talmudi főiskolája a rendszerváltás óta. A zsinagóga élén a magyarországi chábád mozgalom vezetője, Oberlander Báruch rabbi áll.

#### Budavári zsinagóga
2018. szeptember 6-án az EMIH újraavatta a budai várnegyedben található középkori zsidó imaházat. Mintegy 400 év szünet után az 5779-edik zsidó újévi Isten-tisztelettel visszatért a vallási és közösségi élet a világ egyik legrégebbi zsidó imaház falai közé. A budavári középkori imaterem ettől kezdve Budavári zsinagógaként áll a zsidó közösség szolgálatában. A zsinagóga rabbija Faith Áser, akit a zsinagóga újraavatásakor avattak rabbivá. A Budapesti Történeti Múzeum jelenleg is itt látható kiállítása – az Isten-tiszteletek idejének kivételével – a továbbiakban is látogatható a nagyközönség számára.

#### ZSILIP – Roth Lenke és Simon Kulturális Központ
A patinás Palatinus-házak földszintjén kerül kialakításra az EMIH legújabb zsinagógája – az újlipótvárosi zsinagóga lesz Budapest legfiatalabb zsidó imaháza. A zsinagóga nem csak a lokális zsidó közösség számára épül, hanem egész főváros meghatározó zsidó kulturális központja lehet. Az előkészületek 2016 óta folynak, az azóta eltelt idő alatt több kiállításnak is otthont adott. A közösség leendő rabbija Glitzenstein Sámuel pedig megkezdte a közösségépítést, szerdánként közös tanulásokat rendez a ZSILIP melletti otthonában, illetve nagyünnepekkor vacsorákat megfelelő méretű kerületi bérleményekben.
Az épület eredetileg 1950-es évek elején (más források szerint az 1960-as években) épült az 1911-es Palatinus-háztömb Újpesti rakpart 1-3. számú épületének Duna felőli oldalán, franciaudvaros beépítéssel szögletes pártétkezdének.

#### Nagyfuvaros utcai templomkörzet
A Budapesti Zsidó Hitközség egyik legaktívabb és a hagyományokat gondosan őrző tagjai alkotja a Nagyfuvaros utcai zsinagóga közösségét. A zsinagóga megválasztott rabbija 2010 óta Glitzenstein Sámuel rabbi, az ő munkáját segíti Glitzenstein Chájim Sául rabbi, a Bét Menáchem rabbija. Az izraeli születésű rabbikat Magyarországra költözésük után nem sokkal csatlakoztak a Nagyfuvaros utcai zsinagóga közösségéhez, amelynek tagjai hamar befogadták és megszerették a fiatal rabbikat és családjaikat. Kinevezésük óta sokat tesznek azért, hogy továbbvigyék a zsinagóga hagyományait és vidám ünnepségekkel, közösségi programokkal még aktívabbá tegyék a közösségét.

#### Teleki téri templomkörzet
Az egykor csortkovi hászidok által használt stiebel, vagyis lakásimaház kuriózum a maga nemében. A már-már eltűnt közösség főnix-szerű feltámadása csodálatosan példázza a magyar zsidóság reneszánszát. A közösség választott rabbija Hurwitz Solom, a Pesti Jesiva és Bet Menáchem iskola tanára. Feleségével, Dvora Leával valóságos motorjai az önerejéből fejlődő, fiatal közösségnek

#### Keszthely
A Keszthelyi Zsidó Hitközség 2012-ben csatlakozott az EMIH-hez. A kicsi, de aktív közösség zsinagógát, biblia-kertet, közösségi központot és temetőt tart fenn. A hitközség elnöke: Rejtő Gábor.

#### Debrecen
A cívisváros zsidó közössége egyike a kevés fennmaradt és máig működő vidéki hitközségeknek. A közösség különlegessége, hogy egyetemvárosként nagyszámú izraeli egyetemista lakja. Az ő támogatásukra érkezett a városba Feigen Sámuel rabbi és családja, akik chábád házat tartanak fenn Debrecenben. AZ EMIH és a Debreceni Zsidó Hitközség (MAZSIHISZ taghitközség) együttműködésének köszönhetően 2012 óta újra működő, kóser mikve üzemel a városban, ami nagyban megkönnyíti az itt élő vallásos családok életét.

#### Szeged
Szeged Debrecenhez hasonlóan sok izraeli diáknak ad otthont. Az ő vallási és közösségi életüket a Pesti Jesiva Budapestről érkező rabbinövendékei segítik.

## Nemzetközi kapcsolatok
Megalakulásakor számos külföldi zsidó szervezet köszöntötte az EMIH-et.
Az Európai Zsidó Közösségek Tanácsa (ECJC) felkérte a Hitközséget a tanácsba való belépésre. A legjelentősebb észak-amerikai rabbi tanács, a Rabbinical Alliance of America, illetve Berl Lázár, Oroszország Főrabbija is elküldte gratuláló levelét. Jona Metzger, Izrael Állam askenáz főrabbija Magyarországon tett látogatásakor üdvözölte az új hitközséget.
A Hitközség rabbijai a hivatalos Izraeli Rabbinátus megbízásából, annak hazai képviseletét is ellátják, és az ortodox hitközség rabbiján kívül csak az ő rabbinikus határozataikat fogadja el az Izraeli Rabbinátus.
A hitközség szerteágazó amerikai és izraeli kapcsolatokat tart fent, mind a Chábád mozgalommal, mind más zsidó szervezetekkel. Ilyen például az amerikai Anti-Defamation League-gel (Rágalmazásellenes liga) való együttműködés. Figyelemmel kíséri a hitközség munkáját, és magyarországi látogatásaikor egyeztetett az EMIH vezetőségével Andrew Baker rabbi, az Amerikai Zsidó Bizottság (AJC) elnöke.
Az izraeli vallási és politikai élet számos szereplője tett már látogatást az EMIH-ben, illetve tart fent munkakapcsolatot velük.

## Történelmi visszatekintés
1989-ben a nemzetközi Chábád Lubavics mozgalom küldöttjeként Budapestre érkezett Oberlander Báruch rabbi és létrehívta a Chábád Lubavics Zsidó Nevelési és Oktatási Egyesületet. A magyar anyanyelvű Oberlander rabbi vezette szervezet a kilencvenes évek folyamán több tízezer embert ért el, és sok ezer zsidó származású embert indított el a gyökereinek megtalálásához vezető úton. A Chábád ebben a másfél évtizedben egy közösséget nevelt ki, ami messze túlmutat az egyesületi kereteken. Az EMIH megalakulásával intézményesítette azokat az értékeket, amelyekre a chábád mozgalom épült, kiegészítve azokkal a hagyományokkal, szokásokkal és kulturális örökséggel, amely a magyarországi zsidóságnak évszázadok óta a sajátja.

## Tevékenységi körök

### Oktatás

#### Bet Menáchem Oktatási Központ
A Bét Menáchem Gyermekoktatási Központ a Belső-Erzsébetvárosban található. Itt működik az Erzsébetvárosi Bét Menáchem héber–magyar kéttannyelvű általános iskola, óvoda és bölcsőde.
Az intézmény 2012-ben nyerte el az akkreditációt, az országban egyedüliként folytat héber–magyar kéttannyelvű oktatást már bölcsődés kortól kezdve. Az intézmény különlegessége az iskola előkészítő évfolyam, amely lehetővé teszi, hogy az óvodát befejező gyerekek maximális felkészültséggel kezdhessék meg iskolai tanulmányaikat. Az intézmény elődjét, a 12. kerületben működő Gán Menáchem óvodát, 1996-ban alapította a Chábád Lubavics Alapítvány. Az intézményben a kezdetektől magyarul és héberül folyik az oktatás. Egyformán nagy hangsúlyt fektetnek a zsidó hagyományok ápolására és a magas színvonalú világi oktatásra. Oktatási arc poeticájukban ez áll: „Hisszük, hogy a minden gyermekben megtalálható tehetség fejlesztésével és ápolásával komoly eredményeket érhetünk el. A tárgyi tudás átadásán túl komoly erőfeszítéseket teszünk az erkölcsi értékek elültetésére, a megfelelő viselkedés-minták továbbadására, valamint a tanulási képességek fejlesztésére.” Az óvoda-iskola igazgatója Oberlander Batsheva rebbecen.

#### Alef Ifjúsági Klub
A zsidó gyermekakadémiának is nevezett Alefkids célja, hogy a gyermekeket interaktív oktatási módszerek alkalmazásával hozza közelebb a hagyományokhoz, ismerteti meg velük az ünnepeket és vezeti be őket a héber nyelv alapjaiba. A 3 és 12 év közöttiek számára szervezett vasárnapi iskolában korosztályos bontásban vesznek részt a gyerekek kézműves foglalkozásokon, és dalokkal, játékokkal színesített programokon. A program vezetője Hurwitz Dvora Lea rebecen.
A zsidó vallás előírásai szerint a 12. életévüket betöltött lányok és a 13. életévüket betöltött fiúk felnőtté válnak, spirituális szempontból már nem gyerekek, maguk felelnek a saját tetteikért és kötelesek betartani a micvákat. Az ő számukra szervezett Bár és bát micva klubban lehetőség nyílik arra, hogy életük e sorsfordító eseményéhez közeledő gyerekek hetente egy alkalommal találkozzanak, és a foglalkozásokat vezető rabbi vezetésével megismerkedjenek a zsidó vallás alapjaival. A gyerekek speciális projekteken keresztül nyernek betekintést a zsidó élet mindennapjaiba és lehetőségük nyílik rá, hogy aktívan részt vegyenek a közösség életében.

#### Zsidó Tudományok Szabadegyeteme
Az 1990-es évek végétől nagy sikerrel megtartott nyári szabadegyetem kurzusok, a JesiVakáció tanfolyamok gyümölcseként alakult 2003-ban a Zsidó Tudományok Szabadegyeteme (ZSTSZ) azzal a céllal, hogy színvonalas keretek között nyújtson lehetőséget a zsidó tudományok megismerésére minden olyan felnőtt érdeklődő számára, akinek nem adódott meg a lehetőség, hogy a zsidó tudományokban magas szinten elmélyedjen.
A ZSTSZ olyan átfogó tanfolyamokat, szemináriumokat szervez, amelyek a zsidó gondolkodást eredeti, autentikus formájában ismertetik meg a hallgatókkal. Az intézménynek nem a diplomaosztás a fő célja, sokkal inkább egy, mindenki számára nyitott egyetem kialakítása, ahol a tanulási módszer lényege a téma vitával és közös beszélgetéssel történő megértése, elemzése.
Az egyetemi szintű képzés keretében minden évben három szemeszter indul. Az évközi szemeszterek heti kétszer két órában, a nyári intenzív szemeszter pedig két héten át minden nyújt lehetőséget az érdeklődők számára, hogy elmélyedjenek a klasszikus zsidó tanokban. A tematikában szerepel egy-egy kiválasztott témakör (szokás, szertartás, fogalom) történetének, bibliai megjelenítésének, filozófiai és misztikus hátterének, illetve gyakorlati megjelenésének áttekintése.
A Szabadegyetem hallgatói elsősorban a fiatalabb korosztályból kerülnek ki, de kortól függetlenül minden hallgatót szívesen látnak.
Megnyitásával egyidejűleg a Szabadegyetem, tankönyvsorozatot is indított, A Zsidó Tudományok – Fejezetek a klasszikus forrásokból címmel.
Maimonidész Gimnázium
Maimonidész szimbóluma annak az identitásnak, amelynek alapjai a tudásalapú zsidó vallási értékek, a világi tudományok és a világi életben való helytállás. Az angol-magyar kéttannyelvű gimnázium ezekhez az értékekhez igazodva kezdte meg működését 2017 szeptemberében, Óbudán. 1+4 osztályos kéttannyelvű gimnázium, amely egyedi kerettantervének köszönhetően egyesíti az autentikus értékrendet és zsidó hagyományokat a nyitottsággal és dinamikus gondolkodással. A vallási és világi tárgyak magas színvonalú oktatása mellett, különös hangsúlyt fektetnek az intenzív nyelvtanításra is. Továbbá lehetőség van a külföldi tanulásra: minden diáknak legalább egy szemesztert biztosítanak az USA-ban.
Milton Friedman Egyetem
A Milton Friedman Egyetem körülhatárolt, színvonalas képzési profiljával egészíti ki a magyar állami fenntartású egyetemi képzést. A nemzetközi egyetemekkel kialakított aktív kapcsolatok révén biztosít hallgatói számára lehetőséget a külföldön való tanulásra. 2016-ban az intézmény megkapta az Alkalmazott Tudományok egyeteme címet. Az egyetemen tíz alapszak, öt mesterszak és két felsőoktatási szakképzés indul minden szemeszterben, 2018-tól pedagógusképzést és hittudományi kart is alapítottak.

#### Pesti Jesiva
A magyar zsidóság történelme során mindig büszke volt híres, kiterjedt és rendkívül magas színvonalú jesivarendszerére. A második világháború után még működött jesiva például Szombathelyen, Egerben, Pakson vagy Nyíregyházán, ahol még ekkor is sok száz diák tanult. Az utolsó magyarországi jesiva Soltvadkerten (Jakobovics rabbi vezetésével) 1956-ban zárt be. Ekkor ott még 50 diák tanult, akik tanáraikkal együtt disszidáltak.
A magyarországi zsidóság szellemi életének felvirágoztatása és a magyarországi jesivák hagyományainak újjáélesztése érdekében a Chábád Lubavics Zsidó Nevelési és Oktatási Egyesület Budapesten „Pesti Jesiva” néven a zsidó tudományok oktatásának hagyományos elvein alapuló, felsőszintű oktatási intézményt alapított 1998-ban. Az intézmény abban a Vasvári Pál utcai zsinagógában folytatja tevékenységét, amely száztizenkét évvel azelőtt, kifejezetten jesiva céljára építettek.
A tóratanulás ugyan soha nem szűnt meg Magyarországon, de a hagyományos, jesivarendszerben, egész napos, intenzív tanulásra módot adó intézmény 1956-tól a Pesti Jesiva elindulásáig nem volt. A Jesivában a kezdő és haladó érdeklődők számára is egyaránt lehetőség nyílik a zsidóság megismerésére sokoldalú előadások keretében. Továbbá lehetőség van egy személyes tutorral való tanulásra. Ebben a hagyományos, ún. chevruta módszerben egy kiválasztott témát a Jesiva egyik rabbinövendékével párban tanulmányoznak a hallgatók.

#### Egyetemi kurzusok
Az EMIH rabbijai rendszeresen tartanak kötelezően, illetve szabadon választható kurzusokat különböző budapesti, illetve vidéki egyetemeken. Az ELTE jogi karán, a Római Jogi Tanszéken: Héber Jog. A Semmelweis Ignác Orvostudományi Egyetemen: Zsidó orvosi etika. A Debreceni Egyetemen: Zsidó orvosi etika.

### Lap- és könyvkiadás
Az EMIH könyvkiadási tevékenysége a zsidó klasszikus irodalom magyar nyelvű megjelentetésére koncentrál. Az EMIH és a Chábád Lubavics mozgalom által működtetett szerteágazó könyvkiadás legismertebb darabjai: a magyar és fonetikus nyelvű zsidó imakönyvek, a pészahi Haggáda, a Héber Biblia. A több tucat könyv és sorozat után a könyvkiadás a Talmud egyes részleteinek, illetve Rási bibliakommentárjainak magyar nyelvű kiadására összpontosult. Több, mint tízezer példányban évente kiadják a Zsidó naptárat és útmutatót, amely több, mint százötven oldalon az egész év tudnivalóit ismerteti a laikusok számára is érthető módon.
Az Egység időszaki folyóiraton, a Gut Sábesz hetilapon, a zsido.com és hitkozseg.hu honlapon, illetve a négyezer emberhez hetente eljuttatott elektronikus hírlevelünkön keresztül határok és fizikai korlátok nélkül ismerkedhet bárki bármikor a judaizmussal, valamint az EMIH programjaival.
2017-ben az EMIH kiadásában két kötetben megjelent a Talmud bizonyos fejezeteinek első autentikus magyar nyelvű fordítása. A kötetek bemutatóján több egyházi és állami méltóság mellett részt vett David Lau Izrael askenáz főrabbija és Soltész Miklós, az Emberi Erőforrások Minisztériumának egyházi, nemzetiségi és civil társadalmi kapcsolatokért felelős államtitkára is.

### Önvédelem és öngondoskodás
2012-re sajnálatosan megszaporodtak a magyar közéletben az antiszemita megszólalások, és egyre többen fordultak az EMIH-hez a zsidó közösség tagjai közül, mert szóbeli vagy tettleges atrocitás érte őket zsidó voltuk miatt. Az EMIH mindig nagy hangsúlyt fektetett arra, hogy felemelje hangját az antiszemitizmus ellen (pl: Molnár Oszkár, Barát Zsolt és Gyöngyösi Márton elleni feljelentés), és feltétlen híve az öngondoskodásnak. Így örömmel karolta fel a kezdeményezést, amely végül a Tett és Védelem Alapítvány megszervezéséhez vezetett.
A Tett és Védelem alapítvány célja egyrészről a zsidó közösség védelme, akár jogi segítség, akár mediációs folyamat, akár aktív közéleti jelenlét révén. Másrészről a pozitív zsidó identitás és az öngondoskodás kultúrájának megteremtésével egy proaktív, összetartó és támogató közösség életre hívása. Az Alapítvány vezetője Bodnár Dániel, az EMIH vezetőségi tagja. Az Alapítvány egy közösségeken átnyúló egységesítő kezdeményezés. A kuratórium tagjai között vannak a Mazsihisz, a reform közösség és a szekuláris közösség tagjai és vezetői.

### Szociális tevékenység

#### Rászorulók támogatása
Az EMIH Segítő Kéz Segélyközpontja több tucat családot segít rendszeresen természetbeni juttatással. Ellátogatnak az öregek otthonába és kórházakba, diákoknak ösztöndíjat, ifjú házasoknak anyagi segítséget nyújtanak. Börtönlátogatásaik során a zsidó rabok testi és lelki szükségleteiről gondoskodnak Rászoruló családok gyermekei a szociális szükség függvényében támogatott vagy ingyenes alapítványi helyen tanulhatnak a Bet Manáchem óvodában és iskolában.

#### Idősellátás
2012-től az EMIH Olajág néven üzemelteti a korábban Arany Alkony néven ismert idősotthon láncot. A nyolc intézményt egyesíti ellátó intézményben a korábbi ökumenikus szemlélet mellett igény esetén kóser étkezést és zsidó vallásgyakorlati lehetőséget is biztosítanak.
CEDEK
A CEDEK EMIH Izraelita Szeretetszolgálat, az Egységes Magyarországi Izraelita Hitközség által, 2015-ben létrehozott szeretetszolgálat. Célja, hogy segítsen a rászorulóknak: betegeknek, időseknek, fogyatékkal élőknek, illetve hátrányos helyzetűeknek és hajléktalanoknak, nemre, korra és származásra való tekintet nélkül. A Szeretetszolgálat rendszeresen szervez melegétel- és ruhaosztásokat Budapesten és vidéken egyaránt. 2018 óta működteti a Weiss Manfréd Népkonyhát, melyen naponta 2500 adag melegételt osztanak ki a rászorulóknak. Ezen kívül újabb két népkonyha megnyitását tervezik.

### Kiemelt kampányok

#### AzÓbudai zsinagógafelújítása
2010. szeptember 5-én az EMIH ismét funkciójába helyezte Budapest legrégebbi, az óbudai Lajos utca 163. szám alatt lévő zsinagógáját, amelyet 1821-ben adtak át az akkori Zichy-birtokon. A holokauszt után számos más zsidó tulajdonban volt épülethez hasonlóan ez a zsinagóga is állami kézbe került, egy ideig textilmúzeumként, majd a Magyar Televízió stúdiójaként funkcionált. Az EMIH 2010-ben vette át és látott neki adományokból az épület részleges felújításának; az ünnepélyes újjászentelésre 2010. szeptember 5-én került sor Jona Metzger izraeli askenáz főrabbi és Jákov Mergi izraeli vallásügyi miniszter, valamint számos magyar politikus és közéleti személyiség jelenlétében. A zsinagóga rabbija az EMIH vezető rabbija, Köves Slomó.

#### Elie Wiesel látogatása
A magyar származású, Nobel-béke díjas, világhírű író Elie Wiesel a Holocaust óta először, 2009. december 9-én érkezett Magyarországra, két napos hivatalos látogatásra. Több mint hat évtizeden át hű maradt fogadalmához, hogy nem látogat Magyarországra azután, hogy magyar csendőrök vagonírozták be Máramarosszigeten és Buchenwaldba deportálták. Pedig a legmagasabb, kormányfői szintről próbálták elérni, hogy elhatározását megváltoztatva Magyarországra látogasson. Wiesel végül is Köves Slomó vezető rabbi meghívását fogadta el, és az ő kérésére utazott Budapestre a magyarországi Chábád mozgalom megalakulásának 20. évfordulójára.
Elie Wiesel a 20. század egyik legjelentősebb zsidó szellemi vezetőjét, a világméretű lubavicsi mozgalom fejét, az 1994-ben elhunyt Menachem M. Schneershon rabbit egyik szellemi mentorának tekinti, és a lubavicsi mozgalom munkáját szerte a világon, így Magyarországon is figyelemmel kíséri és támogatja.
Látogatásakor díszvendége és fő előadója volt a Magyar Országgyűlés Emberi jogi, kisebbségi, civil- és vallásügyi bizottsága, az Egységes Magyarországi Izraelita Hitközség és a Magyarországi Zsidó Hitközségek Szövetsége által közösen szervezett „Magyar–Zsidó Együttélés a Közös Jövőért” konferenciának. Találkozott vallási vezetőkkel, és emlékezetes beszédet tartott a Parlamentben.

#### Pozitív zsidó identitás kampány
„Zsidónak lenni jó” hirdették néhány éve az EMIH 1%-os kampányának plakátjai. Ez, és az ehhez hasonló kampányok célja elsősorban az, hogy a zsidóságot kiemeljék az antiszemitizmus és a holokauszt kontextusából, és a pozitív identitást, a zsidóság örömteli megélését erősítsék. Magyarországon a zsidók jelentős része pusztán a kirekesztés, a megbélyegzés mentén definiálja önnön zsidóságát ahelyett, hogy büszkén vállalná vallási és kulturális örökségét.

#### Vidéki és határon túli közösségek támogatása
A magyarországi zsidó közösségek mellett igyekszik segíteni a határon túli, többségében magyar ajkú közösségeket. A nagyünnepek idején rabbinövendékeket küldenek azokra a településekre, ahol még van számottevő zsidó közösség, de már nincs rabbi, vagy olyan szakember, aki pl. Tórát tudna olvasni. Az imakönyvekkel, kóser étellel és szükség esetén Tórával felszerelkezett fiatalemberek visszatérő, szeretettel várt vendégek többek között a Felvidék több városában (pl. Dunaszerdahely, Érsekújvár, Galánta), Kárpátalján (Munkács, Ungvár).
A vidéki zsidóság emlékezetének megőrzése érdekében a Debreceni Hitközséggel, valamint Mád és Debrecen Önkormányzatával közös projektet indítottak. A program célja egy olyan, emlékhelyekre felfűzött útvonal létrehozása, amely egyenként is és egymás után felkeresve is betekintést nyújt az egykori magyar zsidóság életébe, mindennapjaiba és pusztulásába. A program egyik központja a Mádi zsinagóga és rabbilakás, amely 2012 óta az EMIH üzemeltetésében áll.

#### Tóratekercsek hazajuttatása
Az EMIH kampányt indított, hogy visszaszerezze azokat a Tóratekercseket, judaikákat és műtárgyakat, amelyeket a II. világháború idején raboltak el a nácik magyar zsidóktól. Ezek a kincsek később a Vörös hadsereghez kerültek, és azóta is az oroszországi Nyizsnyij Novgorodban őrzik őket. A kincsek jelentős része raktárakban áll, állapotukról senki nem tud pontosat.
Az EMIH, a MAZSÖK-kel, valamint a holokauszttúlélők szervezeteinek képviselőjével a Prágában rendezett kártérítési konferencián adta át követeléseit az orosz félnek Ebben együttműködésre hívják fel az Oroszországi Föderációt a nácik által elrabolt, és jelenleg Nyizsnyij Novgorodban tárolt, több ezer darabot számláló zsidó kincsek sorsának rendezésére: azok felújításához és hazajuttatásukhoz kérték az orosz fél együttműködését.
Martonyi János külügyminiszter Köves Slomóhoz címzett levelében „az egész ország szempontjából fontos nemzeti ügy”-nek nevezte a kezdeményezést. „A műkincsek hazahozatalának, a jogos tulajdonosoknak való visszaszolgáltatásának, illetve újbóli rendeltetésszerű használatának elősegítése nemcsak feladatunk, hanem kötelességünk is” – fogalmazott a miniszter.
Hanna Női Klub
A Hanna Klubot 2003-ban alapította az Egységes Magyarországi Izraelizta Hitközség (EMIH) rebbecenje, Oberlander Batsheva abból a célból, hogy a Magyarországon élő zsidó nők számára egy baráti közösséget teremtsen, ahol a közös hagyományokat, történelmet ismerhetik meg és ápolhatják a zsidó nők és lányok. A klubok alkalmával mindig egy aktuális ünnepet vagy témát járnak körbe. Először egy rebbecen tart előadást az adott ünnep vagy téma történelmi, archaikus és spirituális hátteréről, majd a témához kapcsolódóan a megfelelő ételeket készítik el közösen. A klubok alkalmával olyan témákról is beszélgetnek, mint a házasság vagy a gyereknevelés.
Kulturális, gasztronómiai és egyéb programok az EMIH szervezésében
Az EMIH évről évre egyre több programot kínál a zsidó és zsidóság iránt érdeklődőknek. Az elmúlt húsz év alatt hagyománnyá vált a Nyugati téri hanukai ünnepség, a Sóletfesztivál, a Barhesz Akadémia,a Zsinagógák Éjszakája, valamint a Sziget Fesztiválon való aktív részvétel.

## Vezetők
Dr. Köves Slomó rabbi
Rabbinikus tanulmányait a Yeshiva High Schoolban (Pittsburgh, Pennsylvania), a francia Institut Superieur D’Études Rabbiniques et Talmudiques-ban és Central Lubavitch Yeshivot-ban (New York) végezte. Letette a szofér (hivatásos tóramásoló) és a mohél (hagyományos körülmetélő) vizsgákat is. A holokauszt óta ő az első, hazánkban felavatott ortodox rabbi. 2007-ben a Debreceni Tudományegyetem Történelemtudományi kara doktorrá avatta. Nevéhez fűződik több jelentős közösségi és tudományos kezdeményezés.
2003-ban alapítója volt a Zsidó Tudományok Szabadegyetemének, amely azóta több ezer civilnek adta meg a lehetőséget a zsidó tudományok megismerésére.
2012-ben a Magyar Honvédség tábori főrabbijává nevezték ki.
Feleségével és három gyermekével Budapesten él.
Sarkadi Sándor elnök
Budapesten született 1953-ban, középiskolai és egyetemi tanulmányait szintén itt végezte és itt is él családjával. Az Egységes Magyarországi Izraelita Hitközség megalakulásától részt vesz annak munkájában tervezési, gazdasági, szervezési és számos gyakorlati megvalósítási területeken.
Győrfi László alelnök
2014-ben a Választmány formájában új tanácsadó és döntéshozói intézménnyel bővült a felekezet szervezete. A döntéshozatalt előkészítő grémiumba, a küldöttek közül beválasztott tagok: Megyeri András médiaszakember, dr. Bányai László jogász, Lefkovics Péter az Óbudai Zsinagóga kántora és Győrfi László alelnök.
Bodnár Dániel elöljáró
A József Attila Gimnáziumban érettségizett, majd ELTE BTK filozófia szakán diplomázott 2000-ben. 22 éves korától Prize Fellow-ként (kiemelt doktori ösztöndíjasként) volt kutató New Yorkban a New School for Social Research-ön. Kutatási területe politikai fenomenológia és republikánus eszmetörténet volt.
2002-ben az akadémiai karriert maga mögött hagyva az üzleti életben leginkább a kiadói szakmában kezdett dolgozni, 2008-tol tulajdonos kiadója vagyok a Time Out magazinoknak. Részt vett az EMIH megalakulásában, annak 2004-es megalapítása óta a világi vezetőség tagja. Az EMIH vezetésében elsősorban a stratégiai tervezéssel foglalkozik. Jelenleg a Tett és Védelem Alapítvány elnöke. Két gyermekével és feleségével Budapesten él.

## Az EMIH munkájával kapcsolatban felmerülő kérdések
Az EMIH munkájával kapcsolatos kritikaként legtöbbször a politikai szerepvállalás, és a polgári jobboldalhoz való látszólagos kötődés merül fel.
Az EMIH képviselői azonban ezen vádakat rendszeresen visszautasítják, azzal érvelve, hogy már csak küldetéséből adódóan is mindenütt jelen kell hogy legyen, ahol a közösség érdekeit képviselni tudja, így semmilyen szalonképes politikai erőtől nem határolódnak el. Ugyanakkor vallási szervezetként igyekszik távol tartani magát a politikai csatározásoktól. Mindig és minden körülmények között a zsidó közösség érdekeit tartja szem előtt. Felszólaltak pl. Molnár Oszkár ügyében, amikor felkérték a FIDESZ-t, majd az MSZP-t, hogy akadályozzák meg a szélsőségesen rasszista, nyílt antiszemita kijelentéseket tevő polgármester működését és parlamentbe jutását. Elsőként tiltakoztak a Jobbikos Baráth Zsolt parlamenti felszólalása ellen, amiben a vérváddal vádolta a zsidó közösséget a Tiszaeszlári ügy évfordulójának örvén.
Bár az EMIH nagy hangsúlyt fektet arra, hogy a magyarországi vallásos zsidóság hagyományait elevenítse fel, kritikusok felvetik a „magyar gyökerek hiányát”, azzal érvelve, hogy valójában az EMIH nem más, mint a chábád mozgalom leágazása. Ennek ellentmond azonban, hogy a hitközség tagjai olyan magyar zsidók, akik – vallásosságuk mértékétől függetlenül – fontosnak tartják zsidó gyökereik megismerését, vallási és kulturális örökségük ápolását és a közösségi élet fejlesztését. Ugyanakkor a Hitközség soha nem titkolta, hogy a magyarországi chábád mozgalomhoz szoros szálak fűzik, hiszen az hívta életre. A Chábád mozgalom adta infrastrukturális és személyi feltételek tették lehetővé, hogy az EMIH megalapítói feleljenek egy valós társadalmi igényre, és létrehozzanak egy önálló, ám a chábáddal együttműködő közösségi keretet.
kapcsolódó link: http://zsido.com/cikkek/Vervad_a_parlmentben/10/3025%5B%5D
Néhány sajtóorgánum 2018 elején foglalkozni kezdett az EMIH-hel és a Hitközséghez érkező állami támogatásokkal. A Magyar Narancs 2018 február 15-én megjelent lapszáma az „Üzlet és zsidóság” címlappal jelent meg, amely részleteiben foglalkozik az EMIH által tulajdonolt ingatlanokkal, illetve állami támogatásokkal. Ezekre a cikkekre reflektálva hozta nyilvánosságra az EMIH, hogy a 2017-es költségvetési támogatások 0,16%-a került az EMIH-hez a nagyjából 3 milliárd forintból, amelyet az állam és az EU-s támogatásokból a zsidó felekezetek kaptak.